# Merry Go World
«Merry Go World» es un sencillo de la banda japonesa 12012, el séptimo que lanzan como banda major tras firmar con Universal Music Japan. Fue lanzado el 16 de abril de 2008, en tres versiones distintas, todas incluyen las canciones "Merry Go World" y "Lovers", la edición limitada tipo A incluye un DVD con el PV de la canción que le da título al sencillo, la edición limitada tipo B incluye como bonus la canción "I Believe...." y la edición regular incluye la canción "Mizaru".
Alcanzó el número # 20 en el ranking del Oricon Singles Weekly Chart.

## Lista de canciones
| Edición Regular (CD) |                  |          |  |
| N.º                  | Título           | Duración |  |
| 1.                   | «Merry Go World» |          |  |
| 2.                   | «Lovers»         |          |  |
| 3.                   | «Mizaru»         |          |  |

| Edición Limitada Tipo A (CD) |                  |          |  |
| N.º                          | Título           | Duración |  |
| 1.                           | «Merry Go World» |          |  |
| 2.                           | «Lovers»         |          |  |

| Edición Limitada Tipo A (DVD) |                       |          |  |
| N.º                           | Título                | Duración |  |
| 1.                            | «Merry Go World» (PV) |          |  |

| Edición Limitada Tipo B (CD) |                  |          |  |
| N.º                          | Título           | Duración |  |
| 1.                           | «Merry Go World» |          |  |
| 2.                           | «Lovers»         |          |  |
| 3.                           | «I Believe»      |          |  |